# ماري كيلي (كاتبة)
ماري كيلي (بالإنجليزية: Mary Kelly)‏ هي مُدرسة وأديبة وفنانة وكاتِبة أمريكية، ولدت في 7 يونيو 1941 في فورت دودج في الولايات المتحدة.

## وصلات خارجية
- الموقع الرسمي
- ماري كيلي على موقع ميوزك برينز (الإنجليزية)